# Afro-bolivianos
Afro-boliviano/a é o termo utilizado para se referir a pessoas de nacionalidade boliviana que descendem dos antigos escravos negros trazidos da África. Suas origens remontam à chegada dos espanhóis, que trouxeram consigo uma grande quantidade de africanos em servidão ou condição de escravos para trabalhar nas minas, fazendas e plantações. Os afro-bolivianos são reconhecidos como etnia constituinte da Bolívia pelo governo do país e são liderados cerimonialmente por um rei que traça sua linhagem até uma linha de monarcas que reinaram na África durante o período medieval.

## Afro-bolivianos na atualidade
Atualmente a maioria dos afro-bolivianos se encontra na região de Los Yungas — região de transição entre a cordilheira dos Andes ao Oeste e a floresta amazônica ao Leste — onde conservam terrenos com cultivo permanente, principalmente de coca, que constitui a base econômica do lugar e é a principal fonte de renda da comunidade, apesar de também cultivarem café, frutas cítricas, banana-da-terra, iúca, mamão e cereais em quantidades significativas para consumo próprio. Estima-se que atualmente vivam 25.000 afro-bolivianos em Los Yungas, porém é destacar destacar que uma parcela importante da etnia vive em cidades como La Paz e Santa Cruz da Serra.
A comunidade tem uma forte raíz cultural, fundada em seus ancestrais trazidos da África. Suas maiores expressões culturais estão baseadas na dança e na música. A cultura afro-boliviana se firmou dentro da cultura da Bolívia, sendo a sua maior contribuição a Saya, dança popular em todo o país, onde são traduzidas preocupações sociais, alegrias, tristezas e críticas com dísticos rimados ao ritmo africano dos tambores, os mesmos que acompanham a astúcia dos copleros que improvisam versos de expressão grupal e social.
As variações dialetais, a música, a atitude e jeito de ser do afro-boliviano são uma mistura da raça negra, dos aymara e dos mestiços crioulos com personalidade própria. Os negros, além de terem influência cristã, conservam elementos de rituais da umbanda e do vodu, sobretudo as populações de Chicaloma e Mururata.
A população que se autodeclarou afro-boliviana no censo de 2012 foi de 16.329 pessoas. A população não foi contada no censo de 2001.

## Afro-bolivianos famosos

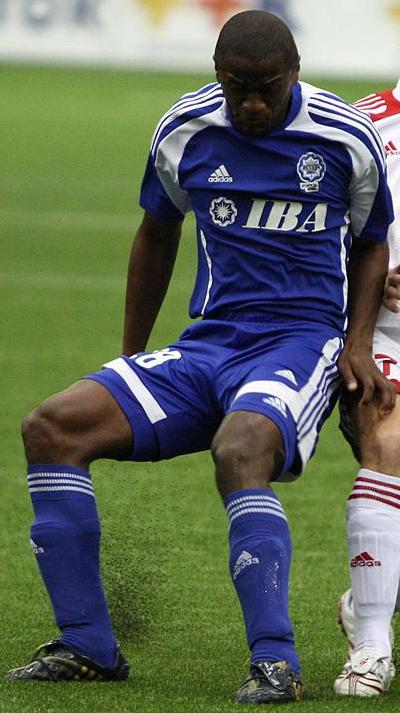
Augusto Andaveris nasceu na comunidade afro-boliviana de Chicaloma em Los Yungas

- Ramiro Castillo também conhecido como "Chocolatín" jogou futebol em vários clubes e foi ídolo da seleção boliviana de futebol entre 1989 e 1997.
- Gustavo Pinedo jogador do Universitario de Sucre.
- Augusto Andaveris jogador do Real Potosí e ex-atacante da seleção boliviana de futebol entre 2001 e 2007.
- Ramiro Ballivián jogador do The Strongest.